# Stefania
Stefania es un género de anfibios anuros de la familia Hemiphractidae. Sus especies se distribuyen por el norte de Sudamérica en el escudo guayanés (Brasil, Guyana y Venezuela).

## Especies
Se reconocen las 22 especies siguientes según ASW:
- Stefania ackawaio MacCulloch & Lathrop, 2002.
- Stefania ayangannae MacCulloch & Lathrop, 2002.
- Stefania breweri Barrio-Amorós & Fuentes-Ramos, 2003.
- Stefania coxi MacCulloch & Lathrop, 2002.
- Stefania evansi (Boulenger, 1904).
- Stefania ginesi Rivero, 1968.
- Stefania goini Rivero, 1968.
- Stefania imawari Kok, 2024[2]
- Stefania lathropae Kok, 2023.[3]
- Stefania maccullochi Kok, 2023.[4]
- Stefania marahuaquensis (Rivero, 1961).
- Stefania neblinae Carvalho, MacCulloch, Bonora & Vogt, 2010.
- Stefania oculosa Señaris, Ayarzagüena & Gorzula, 1997.
- Stefania percristata Señaris, Ayarzagüena & Gorzula, 1997.
- Stefania riae Duellman & Hoogmoed, 1984.
- Stefania riveroi Señaris, Ayarzagüena & Gorzula, 1997.
- Stefania roraimae Duellman & Hoogmoed, 1984.
- Stefania satelles Señaris, Ayarzagüena & Gorzula, 1997.
- Stefania scalae Rivero, 1970.
- Stefania schuberti Señaris, Ayarzagüena & Gorzula, 1997.
- Stefania tamacuarina Myers & Donnelly, 1997.
- Stefania woodleyi Rivero, 1968.